# Jacques Godechot
Jacques Léon Godechot (* 3. Januar 1907 in Lunéville; † 24. August 1989 in Hèches) war ein französischer Historiker, der sich mit dem Zeitalter der Französischen Revolution befasste.

## Leben und Werk
Godechot stammte aus einer jüdischen Familie in Lothringen und studierte in Nancy und Paris Geschichte mit der Agrégation 1928. Er begann seine Dissertation in Paris bei Albert Mathiez und konnte von 1930 bis 1933 in diversen Archiven in Deutschland, Belgien, der Schweiz und Italien forschen. 1934 unterrichtete er am Lycée Kléber in Straßburg und hielt Kontakt an die dortige Universität, wo er Marc Bloch traf. Im Oktober 1935 übernahm Godechot eine Professur für Marinegeschichte an der Marineakademie in Brest.
Nach dem Tod von Mathiez 1932 hatte Godechot die Arbeit an seiner Dissertation (Les Commissaires aux armées sous le Directoire) unter der Anleitung von Philippe Sagnac fortgesetzt. Er wurde 1937 promoviert und im Februar 1938 von einer Jury unter Georges Lefèbvre für seine Dissertation ausgezeichnet. Als Reserveoffizier wurde er 1939 reaktiviert. Unter dem Vichy-Regime als Jude verfolgt, setzte er sich 1942 mit seiner Familie nach Versailles ab. Nach der Befreiung übernahm er im April 1945 eine Professur an der Universität Toulouse. Von 1961 bis 1971 wirkte er als Dekan der Philosophischen Fakultät der Universität Toulouse-Le Mirail. Er starb 1989 im Jahr der Zweihundertjahrfeiern der Französischen Revolution, die er noch vorbereiten half.
Godechot war ein Vertreter der Atlantic History und erweiterte die Sichtweise der Französischen Revolution um transatlantische Aspekte. Dabei arbeitete er mit dem Begründer der Atlantic History in den USA R. R. Palmer zusammen (gemeinsamer Vortrag, Internationaler Historikerkongress Rom 1955). Mit Palmer bemühte er sich um eine Einordnung der französischen Revolution in ein Gesamtzeitalter der Revolutionen in Europa und Amerika 1770 bis 1850. Während diese These in den USA, Belgien, Großbritannien und Italien großen Widerhall fand, stieß sie in Frankreich, wo die Revolution als Grundlage der Republik betrachtet wurde und frankozentrische Betrachtungsweisen verbreitet waren, in der Zeit des Kalten Krieges in den 1950er Jahren auf Ablehnung und wurde auch von marxistischen Historikern kritisiert. Man beschuldigte damals Godechot sogar, für NATO und CIA zu arbeiten. Andere Historiker wie Pierre Renouvin sahen eine gemeinsame revolutionäre Strömungen aufgrund der sehr unterschiedlichen Gesellschaftsstrukturen z. B. in Amerika und Frankreich als nicht gegeben an. Unter den französischen Historikern der Französischen Revolution war Godechot aufgrund der positiven Aufnahmen der transatlantischen Thesen zur Revolution im Ausland einer der international am besten Vernetzten.
Godechot bemühte sich um eine Annäherung an marxistische Historiker der Revolution wie Albert Soboul, was 1959 durch seine Ernennung zum Vizepräsidenten der Société des études robespierristes belohnt wurde, die die Annales historiques de la Révolution française herausgeben.

## Schriften (Auswahl)
- Histoire de l’Atlantique. Bordas, Paris 1947.
- Les institutions de la France sous la Révolution et l’émpire. Presses Universitaires de France, Paris 1951.
- Histoire de Malte. Presses universitaires de France, Paris 1952.
- mit R. R. Palmer: Le problème de l’Atlantique du XVIIIième au XXième siècle. Comitato internazionale di scienze storiche. X. Congresso internazionale di Scienze storiche, Rom, 4.–11. September 1955. Relazioni 5 (= Storia contemporanea). Florenz 1955, S. 175–239.
- La grande nation. L’expansion révolutionnaire de la France dans le monde de 1789 à 1799. Aubier, Paris 1956.
- La contre-révolution. Doctrine et action, 1789–1804. Presses universitaires de France, Paris 1961 (2. Auflage, 1984) (Englische Übersetzung The counter-revolution. Doctrine and action, 1789–1804. 1971).
- La pensée révolutionnaire en France et en Europe, 1780–1799. A. Colin, Paris 1963.
- L’Europe et l’Amérique à l’époque napoléonienne (1800–1815). Presses universitaires de France, Paris 1967.
- La prise de la Bastille 14 juillet 1789. Gallimard, Paris 1965 (Englische Übersetzung The taking of the Bastille, July 14th, 1789. 1970).
- Les Révolutions, 1770–1799. Presses universitaires de France, Paris 1963, 1986 (Englische Übersetzung France and the Atlantic revolution of the eighteenth century, 1770–1799. 1965).
- mit Beatrice Fry Hyslop und David L. Dowd: The Napoleonic era in Europe. Holt, Rinehart and Winston, New York 1971.
- Un jury pour la Revolution. Laffont, Paris 1974 (Analyse der Haltung von vierzig Schriftstellern zur Revolution).
- La vie quotidienne sous la Directoire. Paris 1977 (= La vie quotidienne).
- Les Constitutions de la France depuis 1789, Flammarion, Paris 1979.
- Herausgeber von Madame de Staël: Considérations sur la Révolution française.